# Hohenbocka
Hohenbocka (pol. hist. Buków, górnołuż. Hory Bukow) – gmina w Niemczech w kraju związkowym Brandenburgia, w powiecie Oberspreewald-Lausitz, w krainie Górne Łużyce,  wchodzi w skład urzędu Ruhland.